# Боргезе, Камилло
Ками́лло-Фили́ппо-Лодови́ко Борге́зе (итал. Camillo Filippo Ludovico Borghese; 8 августа 1775, Рим — 9 мая 1832, Флоренция) — глава рода Боргезе, князь ди Сульмона и Россано, зять Наполеона I.

## Биография
Камилло Боргезе родился 8 августа 1775 года в Риме в семье дворянина и политика Маркантонио Боргезе (1730—1800) и его жены Анны Марии Сальвиати (1752—1809). У него был младший брат Франческо Боргезе (1776—1839), который в конечном итоге стал 7-м принцем Сульмоны. После вторжения французов в Италию, Боргезе поступил к ним в армию и сблизился с генералом Бонапартом, на сестре которого, Полине, вдове генерала Леклерка, женился 6 ноября 1803. Достигнув чина полковника, затем дивизионного генерала, Боргезе после австрийской войны получил титул герцога Гуасталлы. После битвы при Йене Боргезе был послан в Варшаву, чтобы подготовить жителей к восстанию. Несмотря на фактически раздельное проживание с супругой, Камилло её стараниями был назначен впоследствии генерал-губернатором Пьемонта. После низложения Наполеона Боргезе прервал всяческие сношения с домом Бонапартов, хотя с Полиной никогда не разводился.
Когда Виктор Эммануил I (король Сардинии) в 1815 году конфисковал пьемонтские государственные имения, которыми французское правительство уплатило сумму 8 миллионов франков за предметы искусства, вывезенные из виллы Боргезе, Камилло Боргезе получил большую часть этих произведений обратно. С 1818 года он жил во Флоренции, где и умер.

## Образ в кино
- «Имперская Венера» (Италия, Франция, 1962) — актёр Джулио Бозетти[итал.]
- «У госпожи хозяйки есть племянница[нем.]» (ФРГ, Италия, Австрия, Венгрия, 1969) — актёр Карл Михаэль Фоглер[нем.]